# Cunctando restituit rem

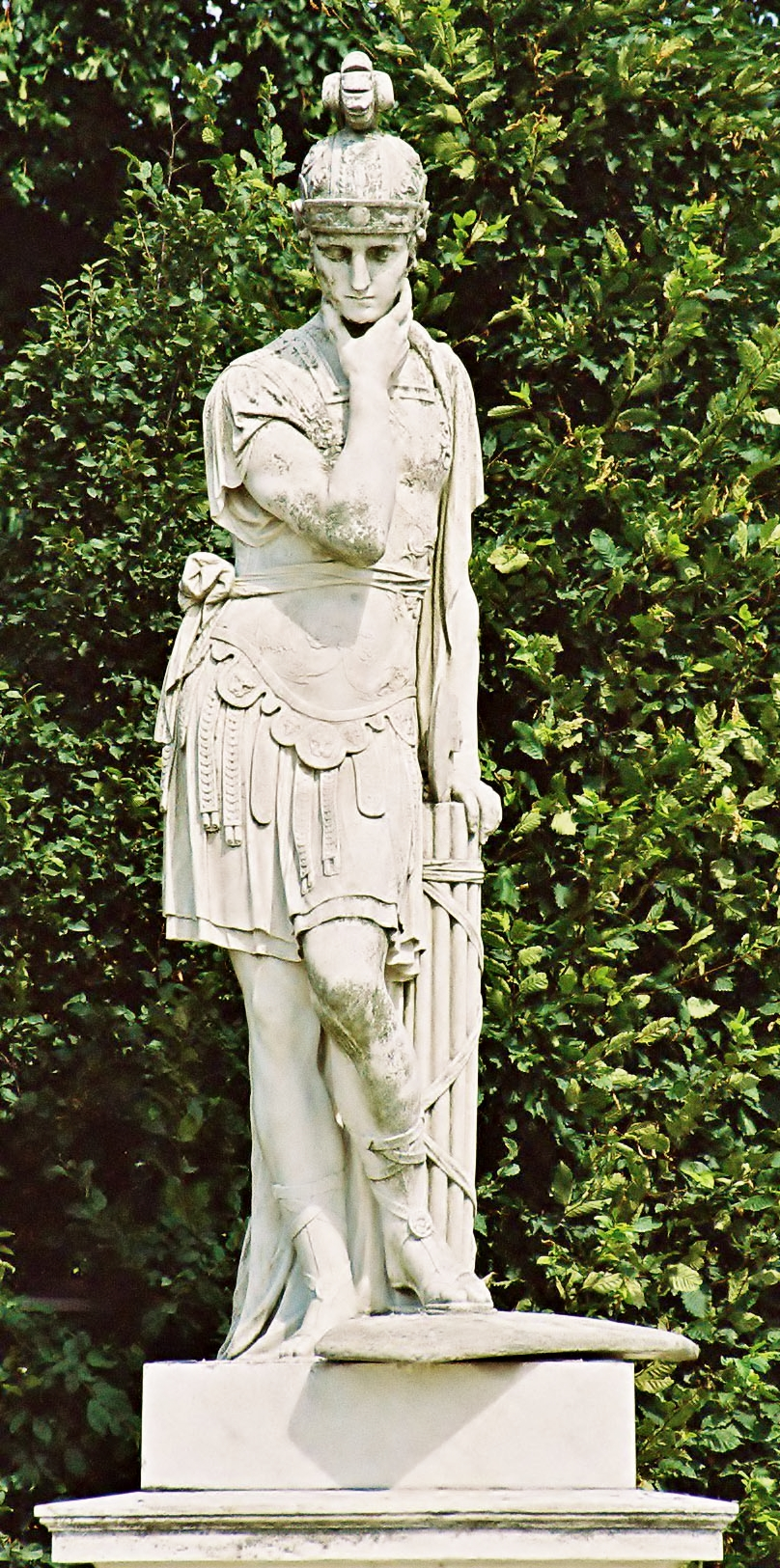
«Фабий Медлитель» (Фабий Кунктатор), который по оценкам древних римлян промедленьем спас государство

Cunctando restituit rem — латинское крылатое выражение. Переводится как «Промедленьем спас положение (дело)».
Римский поэт Энний («Анналы», 360) таким образом характеризует полководца Фабия Максима, которого сенат весной 217 г. до н. э., после гибели целой римской армии во время сражения с Ганнибалом в ущелье близ Тразименского озера, спешно назначил диктатором, то есть предоставил ему неограниченные полномочия сроком на полгода. Фабий избрал необычный способ ведения войны. Зная, что на открытой местности преимущество имеют карфагеняне, он шёл по возвышенным местам следом за Ганнибалом, уклоняясь от сражения и мешая грабить окрестные земли. Многие обвиняли диктатора в трусости, но за эту практику, дававшую римлянам возможность собраться с силами, он получил почётное прозвище — Фабий Медлитель, или Фабий Кунктатор (поэтому фабианизмом называют политику осторожного движения к цели).
Он — один человек — промедлением спас государство. 

Выше, чем ропот толпы, он ставил общее благо 

Слава за это его, чем дальше, тем больше сверкает.
В поэме Вергилия «Энеида» слова Энния повторит Анхис, отец Энея, специально для этого спустившемуся в подземное царство, славное будущее римского народа и показывая тех, кто сыграет видную роль в римской истории.

Максим, и ты здесь, кто нам промедленьями спас государство!

## Примеры цитирования
У Стендаля эта фраза является эпиграфом к главе 5 («Сделка») романа «Красное и чёрное», в которой отец Жюльена в ходе медленной и продуманной беседы с господином де Реналем добивается для сына-гувернёра большего жалованья.